# Байдулаев, Мяхди Сашаевич
Мяхди Сашаевич Байдулаев (род. 1 января 1996, Комсомольское, Гудермесский район Россия) — российский боец смешанных боевых искусств. Выступает в Лиге АСА. Профессиональный рекорд ММА 18-2.

## Биография
Родился 1 января 1996 года и вырос в селе Комсомольское Гудермесского района Чеченской Республики России. Окончил в 2013 году Комсомольскую сельскую школу. Мяхди является активной медийной личностью. В его Instagram-аккаунте сейчас около 100 тысяч подписчиков.
Спортом начал заниматься с раннего возраста, ходил на спортивные секции по вольной борьбе в родном селе. Под руководством тренера Бачарова Асламбека проявились его спортивные качества и через недолгое время раскрыл свои способности в вольной борьбе. Выступал на многочисленных любительских турнирах как по вольной борьбе, так и по другим видам единоборства, в частности MMA. В начале своего пути в MMA Мяхди Байдулаев тренировался у местного тренера Харона Орзумиева, который вывел молодого проспекта на новый уровень. Мяхди является победителем и призёром различных турниров Республиканского и Северо-Кавказского уровней.
В 2015 году был замечен лигой АСА, который дал Байдулаеву возможность показать себя на профессиональном ринге. Свой первый дебютовый бой Байдулаев провел 29 августа 2015 года на турнире «ACB 21 — Grozny» против Алексея Дубровного Архивная копия от 25 июля 2021 на Wayback Machine, который Байдулаеву удалось выиграть решением судей.
5 августа 2017 на турнире ACB 76 Cooper vs. Davlatmurodov в Австралии раздельным решением судей победа была отдана его сопернику Родолфо Маркес Диниз, после чего он был переведен в Лигу ACA Young Eagles. Уже в ней Мяхди провел несколько великолепных серий боев и был снова поднят в основную лигу ACA. По словам самого Байдулаева, он не выбирает себе соперников сам, он дерется с тем, кого поставит с ним Лига.

## Таблица выступлений
| Соперник             | Результат | Метод                           | Дата             | Турнир                                                   |
| -------------------- | --------- | ------------------------------- | ---------------- | -------------------------------------------------------- |
| Ислам Мешев          | Победа    | Решением (единогласным)         | 22 июля 2022     | ACA 141: Фроес - Сулейманов                              |
| Уолтер Перейра       | Победа    | Решением (единогласным)         | 6 марта 2022     | ACA 137: Магомедов - Матевосян                           |
| Кайона Батиста       | Победа    | Сабмишном (удушение сзади)      | 5 ноября 2021    | ACA 131: Абдулвахабов - Диас                             |
| Еламон Дадонов       | Победа    | Сабмишном (удушение Брабо)      | 16 июля 2021     | ACA 126: Магомедов — Егембердиев                         |
| Илья Волынец         | Победа    | Сабмишном (удушение сзади)      | 09 апреля 2021   | ACA 121: Гасанов — Дипчиков                              |
| Мубориз Умаров       | Победа    | Сабмишном (удушение Д’Арс)      | 14 ноября 2020   | ACA YE 14 ACA Young Eagles                               |
| Аркадий Осипян       | Победа    | Решением (единогласным)         | 07 марта 2020    | ACA YE 12 ACA Young Eagles                               |
| Сергей Прокопюк      | Победа    | Сабмишном (удушение гильотиной) | 22 декабря 2019  | ProFC 66 Professional Fighting Championship 66           |
| Тревин Джонс         | Поражение | Сабмишном (удушение гильотиной) | 26 января 2019   | ACA 91 Absolute Championship Akhmat                      |
| Клейтон Арауджо      | Победа    | Техническим нокаутом (удары)    | 08 апреля 2018   | BYE 1 2018 Berkut Young Eagles Grand Prix: Opening Round |
| Родолфо Маркес Диниз | Поражение | Решением (раздельным)           | 09 декабря 2017  | ACB 76 Cooper vs. Davlatmurodov                          |
| Николай Кондратюк    | Победа    | Техническим нокаутом (удары)    | 05 августа 2017  | ACB 66 Young Eagles 20                                   |
| Сулейман Бухата      | Победа    | Сабмишном (удушение сзади)      | 18 февраля 2017  | ACB 53 Young Eagles 15                                   |
| Денис Бородаенко     | Победа    | Техническим нокаутом (удары)    | 03 сентября 2016 | ACB 44 Young Eagles 12                                   |
| Ренат Ондар          | Победа    | Решением (единогласным)         | 16 апреля 2016   | ACB 33 — Young Eagles 6                                  |
| Алексей Дубровный    | Победа    | Решением (единогласным)         | 29 августа 2015  | ACB 21 — Grozny                                          |